# Judaizm ortodoksyjny
Trwa dyskusja nad usunięciem tej strony, kliknij i weź w niej udział.

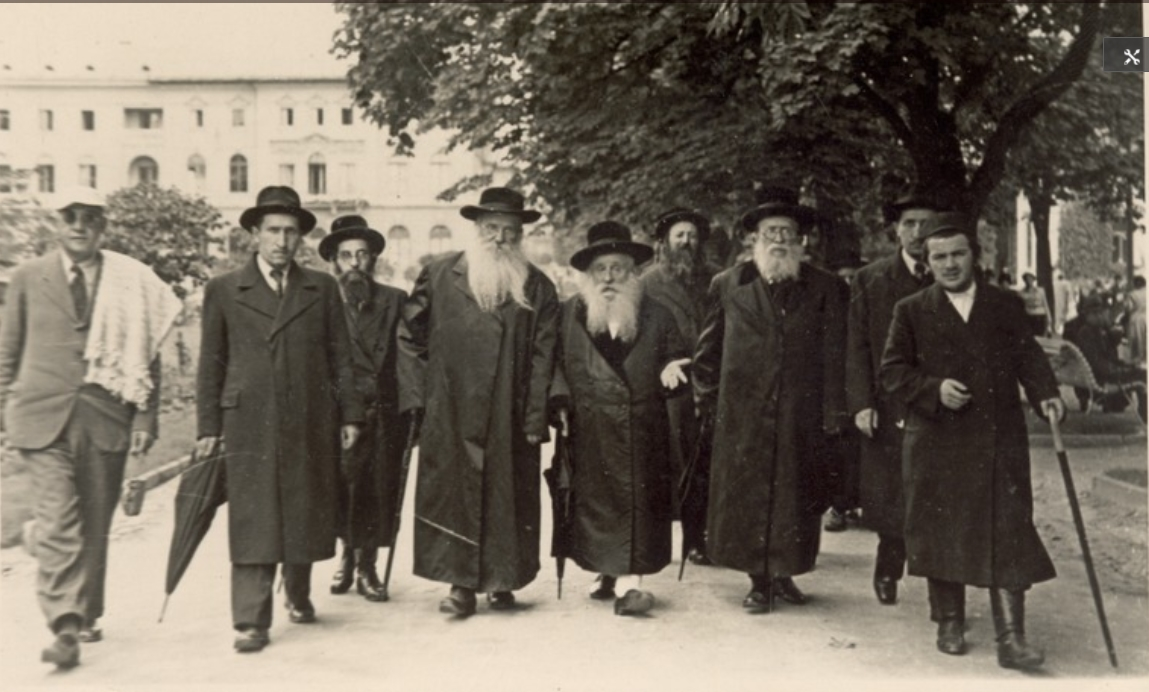
Grupa przeworskich żydów ortodoksyjnych (przed 1939)

Judaizm ortodoksyjny – nurt judaizmu ukształtowany pod koniec XVIII wieku w reakcji na haskalę, emancypację, asymilację i judaizm reformowany. Opiera się na tradycji rabinicznej, uznając Torę za objawienie Boskie, a halachę i Torę Ustną za dzieło Opatrzności. Podstawą praktyki religijnej jest Szulchan aruch Józefa Karo (w tradycji aszkenazyjskiej wraz z Mapą Mojżesza Isserlesa). Ortodoksi sprzeciwiali się zmianom w kulcie i życiu żydowskim, odrzucali ideę progresywnego objawienia i krytykę biblijną. Głównymi ośrodkami nauki talmudycznej były do II wojny światowej jesziwy polsko-litewskie. W XIX wieku w Niemczech wykształciła się neoortodoksja, łącząca wierność halasze z otwarciem na kulturę i naukę. Do wojny dominującą rolę religijną zachował nurt polsko-litewski (m.in. Aguda). Po Holokauście judaizm ortodoksyjny utracił pozycję w świecie żydowskim, choć w USA działa Union of Orthodox Jewish Congregations of America i sieć jesziw, a w Europie – Conference of European Rabbis. Najsilniejszą pozycję utrzymał w Izraelu, gdzie reprezentuje go głównie partia Likud .